# 코모도어 인터내셔널
코모도어 인터내셔널(Commodore International)은 북아메리카의 가정용 컴퓨터 및 전자제품 제조업체이다. 코모도어 인터내셔널(CI)과 자회사 코모도어 비즈니스 머신(CBM)은 1970년대와 1980년대에 가정용 개인용 컴퓨터의 개발 산업에 참여하였다. 이 회사는 세계의 베스트 셀러 데스크톱 컴퓨터 중 하나인 코모도어 64(1982년)를 개발, 마케팅하였으며 1984년에는 아미가 컴퓨터 계열을 출시하였다.

## 역사
"코모도어 비즈니스 머신"(Commodore Business Machines, Inc.)이 될 이 회사는 1954년에 토론토에서 폴란드의 이민자이자 아우슈비츠의 생존자 잭 트라미엘(Jack Tramiel)에 의해 "코모도어 포터블 타입라이터 컴퍼니"(Commodore Portable Typewriter Company)로 설립되었다. 하지만 회사의 파산으로 인해 1994년에 해산되고 말았다.

## 제품
아래는 오리지널 코모도어 제품 계열을 나열한 것이다.

### 계산기
774D, 9R23, C108, C110, F4146R, F4902, MM3, Minuteman 6, P50, PR100, SR1800, SR4120D, SR4120R, SR4148D, SR4148R, SR4190R, SR4212, SR4912, SR4921RPN, SR5120D, SR5120R, SR5148D, SR5148R, SR5190R, SR59, SR7919, SR7949, SR9150R, SR9190R, US*3, and The Specialist series: M55 (The Mathematician), N60 (The Navigator), S61 (The Statistician).

### 컴퓨터
(시간 순 나열)
- 코모도어 KIM-1 - 단일 보드 컴퓨터 (1976)
- 코모도어 PET/CBM range (1977)
- 코모도어 VIC-20 - 즉, VC-20 and VIC-1001 (1981 [VIC-1001] / 1984)
- 코모도어 CBM-II 레인지 - B-레인지 즉, 600/700 레인지 (1982 / 1984)
- 코모도어 MAX 머신 - C64의 전작 (1982)
- 코모도어 64- C64C 포함 (1982 / 1994)
- 코모도어 에듀케이터 64 - 64 (PET 40xx 케이스 내) (1983)
- 코모도어 SX-64- 올인원 포터블 C64: 화면, 디스크 드라이브 포함 (1984 / 1986)
- 코모도어 16 - C116 포함. C64 비호환. (1984)
- 코모도어 플러스/4 - C16 호환. (1984 / 1985)
- 코모도어 LCD - LCD 장착 노트북 (출시된 적 없음)
- 코모도어 128 - 128D, 128DCR 포함 (1985 / 1989)
- 코모도어 65 - C64의 다음 제품. (출시된 적 없음)
- 코모도어 900 워크스테이션 (출시된 적 없음)
- 코모도어 아미가 레인지 (아미가 모델 및 변종):
- 아미가 1000 (1985 / 1987)
- 아미가 500 - 아미가 500 플러스|A500+ 포함 (1987/ 1991)
  - 아미가 2000 - A2000HD 포함 (1987 / 1991)
  - 아미가 2500 (1987 / 1991)
  - 아미가 1500 (1987 / 1991)
  - 코모도어 CDTV (1990)
  - 아미가 3000 - A3000UX|아미가 3000UX & A3000T|아미가 3000T 포함. (1990/ 1991)
  - 아미가 4000 - A4000T 포함 (1992 / 1994)
  - 아미가 600 '(1992 / 1993)
  - 아미가 4000 - A4000T 포함 (1992 / 1994)
  - 아미가 1200 (1992 / 1994) 코모도어 - (1994 / 1996) 에스컴
- 코모도어 PC 호환 시스템 - 코모도어 콜트, PC1, PC10, PC20, PC30, PC40, ..., 486SX-LTC (1987 / 1993)

### 게임 콘솔
- 코모도어 TV 게임 2000K/3000H (~1976)
- 코모도어 64 게임 시스템 (1990)
- 아미가 CD32 (1993)

### 모니터
1000, 1024, 1070, 1080, 1081, 1083S, 1084, 1084S, 1084ST, 1085S, 1201, 1402, 1403, 1404, 1405, 1407, 1428, 1428x, 1432D, 1432V, 1701, 1702, 1703, 1801, 1802, 1803, 1900M/DM602, 1901/75BM13/M1, 1902, 1902A, 1930, 1930-II, 1930-III, 1934, 1935, 1936, 1936ALR, 1940, 1942, 1950, 1960, 1962, 2002, A2024, 2080, 76M13, CM-141, DM-14, DM602 

### 소프트웨어
- 아미가OS - 아미가 범위의 운영 체제: 멀티태스킹, 마이크로 커널, 유닉스 GUI 기반
- 아미가 유닉스 - 유닉스 시스템 V 릴리스 4 기반 아미가용 운영 체제
- 코모도어 베이직 - 8비트 베이직 인터프리터, ROM 상주: 마이크로소프트 베이직 기반.
- 코모도어 도스 - 8비트 디스크 운영 체제. 디스크 드라이브 롬 내장.
- KERNAL- 8비트 코어 OS 루틴. ROM 상주.
- 시몬스 베이직 - C64용 베이직 확장. 카트리지 기반.
- 슈퍼 익스팬더 - VIC-20용 베이직 및 메모리 확장. 카트리지 기반.
- 슈퍼 익스팬더 64 - C64용 베이직 확장.